# كشمير (نسيج)
صوف الكشمير (بالإنجليزية: Cashmere wool)‏ ويطلق عليه ببساطة الكشمير، ويعرف ببعض الأحيان باسم بشمين، وهي ألياف من ماعز الكشمير. وكلمة كشمير مستمدة من إقليم كشمير. 
صوف الكشمير ذو بنية دقيقة وقوية، وخفيفة وناعمة؛ وتصنع منها ملابس دافئة للغاية، وأكثر دفئاً مما يعادل وزنها من صوف الخراف.

## الخواص
قانون الولايات المتحدة لوسم المنتجات الصوفية لعام 1939، بصيغته المعدلة، (U.S.C. 15 Section 68b(a)(6)) يعرّف ألياف الكشمير بأنها ألياف دقيقة تنتجها ماعز الكشمير كابرا هيركوس لانيجر (Capra hircus laniger) مع قطر متوسط للألياف لا يتجاوز 19 ميكرون، ولا يحتوي على أكثر من 3% (من الوزن) من ألياف الكشمير ذات قطر متوسط لا يتجاوز 30 ميكرون. وأضاف معهد مصنعي شعر الجمل والكشمير شرط أن يكون معامل التغير حول المتوسط الحسابي لا يتجاوز 24 ٪.
تتميز ألياف الكشمير بأنها ألياف لينة. وتجدر الإشارة إلى أنها توفّر عزل طبيعي خفيف الوزن بدون تضخيم حجمي. وهي ألياف عالية التكيف مع الأهداف المرجوة منها وسهلة التشكيل لتكون خيوطًا ثخينة أو رفيعة، وأقمشة خفيفة أو ثقيلة الوزن.

### ألوان الكشمير الطبيعية
الألوان الطبيعية الأصلية لصوف الكشمير غير المصبوغة تتراوح بين الرمادي، والبني والأبيض.

## مصدر الألياف

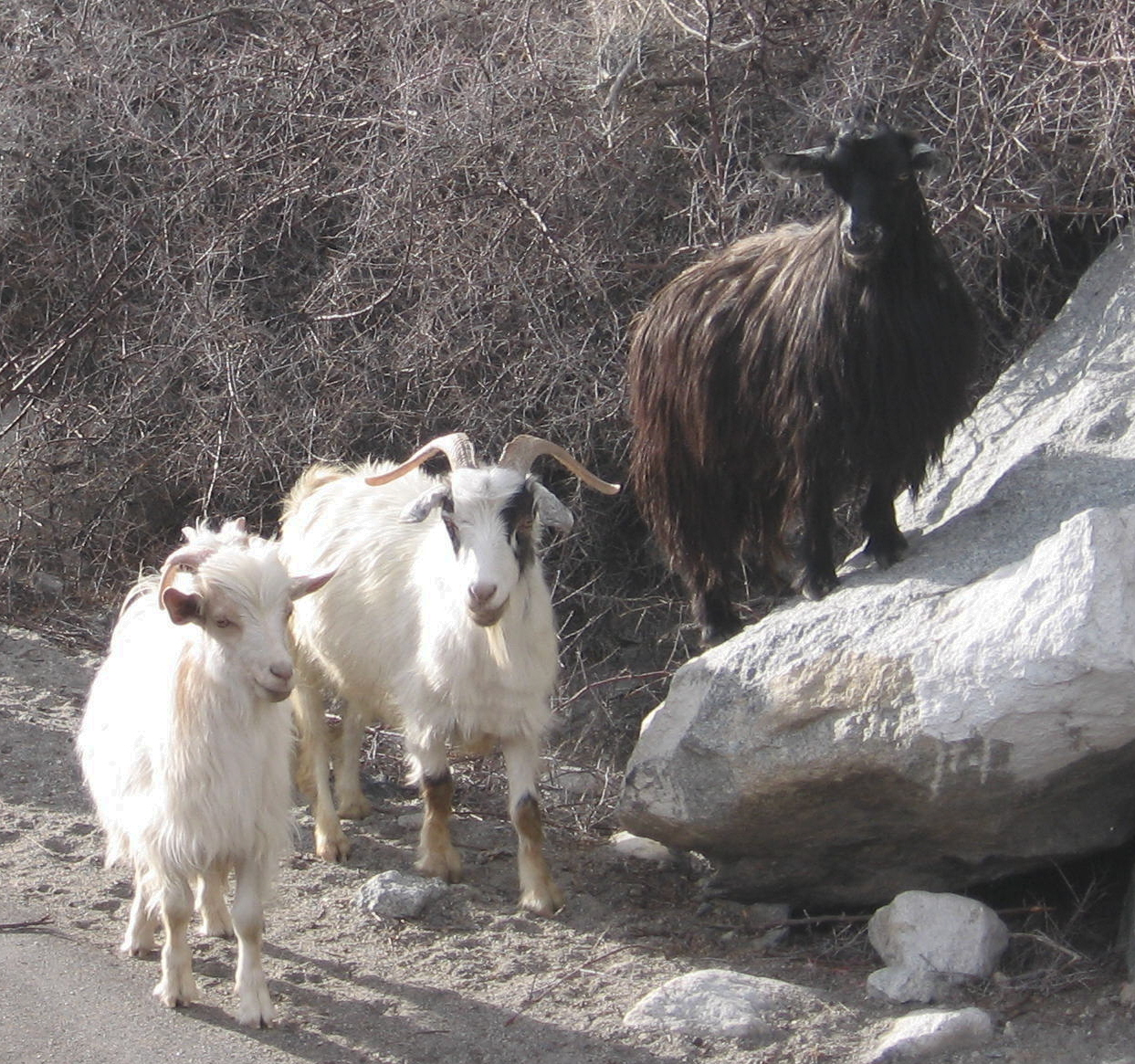
ماعز الباشمينا

يتم الحصول على ألياف صوف الكشمير من أجل الملابس والمنسوجات وغيرها من ماعز الكشمير المستأنسة. ماعز كابرا هيركوس لانيجر (Capra hircus laniger) هي من الثدييات التي تنتمي إلى فصيلة (Caprinae) من عائلة البقريات. تنتج الماعز جزة مزدوجة تتألف من فروة دقيقة، وناعمة من شعر مخلوط مع غلاف شعري أكثر استقامة وخشونة يدعى الشعر الحامي (guard hair). ولكي يمكن بيع وتشغيل الشعر الناعم الدقيق يجب أولا فصله عن الشعر الخشن. عملية الفصل هذه (De-hairing) هي عملية ميكانيكية تفصل الشعر الخشن من الشعر الناعم، وبعد هذه العملية يكون الكشمير جاهز للصباغة وتحويله إلى خيوط ومنسوجات وألبسة.

## الجمع

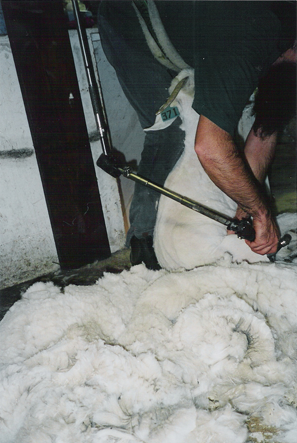
جز الكشمير في أستراليا

يجمع الكشمير خلال موسم استبدال الشعر في الربيع حيث يتساقط شعر الماعز طبيعيًا والذي كان يشكل حاميًا للماعز خلال فصل الشتاء. في النصف الشمالي من الكرة الأرضية يتساقط شعر الماعز على مدى فترة تبدأ في وقت مبكر من آذار / مارس، وآخر شهر أيار / مايو.
في بعض المناطق، تزال كمية من الشعر المختلط من الفروة والشعر الخشن يدويًا باستخدام مشط خشن يسحب خصل الألياف من الحيوان عند تمشيط جزته الصوفية. ويكون للألياف المجموعة مردود أعلى من الكشمير الخالص بعد غسل الألياف وفصلها (Dehairing). يجز بعدها الشعر الحامي الخشن من الحيوان ويستخدم غالبًا في تصنيع الفراشي، والحواشي وغيرها من الاستخدامات في غير الملابس. عادة ما يجز صوف الحيوانات في إيران، وأفغانستان، ونيوزيلندا، وأستراليا، مما يؤدي إلى زيادة محتوى الشعر الخشن وانخفاض مردود الكشمير الخالص. في أمريكا، أكثر الوسائل شعبية هي التمشيط. تستغرق هذه العملية أسبوعين ولكن، مع العين المدربة يمكن إدراك اللحظة المناسبة وتمشيط الصوف خلال أسبوع.